# Рыдомиль
Рыдомиль (укр. Ридомиль) — село в Почаевской городской общине Кременецкого района Тернопольской области Украины. 
Код КОАТУУ — 6123486801. Население по переписи 2001 года составляло 1926 человек.

## Географическое положение
Село Рыдомиль находится в 2-х км от правого берега реки Иква,
на расстоянии в 3 км от села Ростоки.
По селу протекает пересыхающий ручей.

## История
- 1430 год — дата основания как село Ридлов.

## Объекты социальной сферы
- Школа.
- Детский сад.
- Дом культуры.
- Больница.
- церковь.

## Достопримечательности
- Братская могила советских воинов.